# Célula flexível de fabrico
Uma célula flexível de fabrico (CFF) consiste num módulo, constituído por uma ou várias máquinas e um sistema de manipulação de peças e ferramentas, organizado num sistema flexível de fabrico de acordo com a exigência de produção de cada produto.
As células flexíveis de fabrico são utilizadas na produção de peças individuais ou pequenos lotes de peças. Realizam todas as funções necessárias para completar o processo de produção da peça programada. São muito versáteis quanto a variações no tipo de peças fabricadas, dependendo de programação de seus elementos componentes para alterações no processo produtivo.

## Processo
A Produção Celular é um dos mais importantes sistemas de produção existentes. Ele se baseia nos conceitos de Tecnologia de Grupo, através da formação de famílias de peças e na formação de células de produção. A família de peças é constituída por um conjunto de peças que possuem características e atributos similares, sejam estes de forma geométrica e/ou de processos de fabricação. A célula de produção é constituída por um agrupamento de máquinas e/ou equipamentos que possuem capacidade para o processamento de uma dada família de peças. As principais vantagens da produção celular são: menor ciclo de fabricação, redução de setup, isto é, na maioria do casos o setup é considerado tempo morto e irreversível, ou seja, um mal necessário, redução em transporte e movimentação, fluxo de fabricação simplificado, controle de produção simplificado, redução de refugos e retrabalhos, melhoria da qualidade, menor número de operadores e, finalmente, menores custos. É contudo um conjunto de mecanismos (caixa de reduções, motores, atuadores, servomecanismos, efetuadores, sensores, hardware, etc.) que constituem um equipamento de automatização, podendo ter ou não braços robóticos.

## SFF - Sistema Flexível de Fabrico
A palavra sistema significa um conjunto de elementos interligados, destinados a uma determinada função, por exemplo a produção de bens (peças).
Assim, a expressão “sistema de produção” não é nova. A novidade está no adjectivo “flexível”. Essa característica foi se incorporando aos sistemas de produção à medida que a presença dos computadores nesses sistemas se tornava mais frequente.
Embora não haja consenso entre os vários autores quanto à origem do primeiro sistema flexível de fabrico, alguns consideram a indústria inglesa de máquinas-ferramenta Mollins como sendo a primeira a implantar, em 1968, um sistema desse tipo. Ele teria sido construído para fabricar uma grande variedade de componentes e poder operar, sem a presença do homem, por longos períodos.
Desde a década de 60, os sistemas flexíveis de fabrico tornaram-se cada vez mais sofisticados. Os pioneiros no estudo dos métodos e processos de produção criaram, no início do século, algumas formas de se representar os sistema de produção. 
O próximo passo é retirar o homem de sua tarefa de carregar e descarregar, por exemplo, um torno, substituindo-o por outra máquina: um robô industrial. Assim, o robô também pode ser um elemento de operação. A sua função é a de retirar a matéria-prima de um recipiente e colocá-la na máquina. Após a “maquinagem”, deve retirar a peça da placa, depositando-a num outro local. Assim, o homem acabou de perder também a tarefa de carregar e descarregar a máquina. Agora, será encarregado apenas da verificação da qualidade do produto.
O conjunto formado por um torno CNC, robô industrial, homem e dispositivos acessórios é um exemplo do que se denomina célula de produção. Mais especificamente, uma célula de torneamento.
A reunião de várias células de fabrico dá origem ao chamado sistema de produção.

## Transporte
Num sistema flexível de fabrico, há vários tipos de máquinas, controladas por computador, destinadas a transportar materiais. Entre elas, destacam-se os AGVs (em inglês, Automatically Guided Vehicle, ou seja, Veículo Guiado Automaticamente) e os RGVs (em inglês, Rail Guided Vehicle, ou seja, Veículo Guiado por Trilho). 
Os AGVs são pequenos carros sobre rodas. Eles apresentam um suporte para carga composto por mecanismos de elevação, correntes, correias ou simplesmente por roletes, sobre os quais é disposto o palete, que é uma base de sustentação do material.
Os RGVs são veículos guiados por trilhos, com as mesmas particularidades de um AGV.
Os RGVs são muito utilizados para carga e descarga de paletes em armazéns verticais.

## Esteiras transportadoras
Embora não sejam tão flexíveis como os AGVs e RGVs, as esteiras transportadoras, como a apresentada abaixo, são meios baratos de transportar materiais por trajectórias fixas.
As esteiras podem ser de vários tipos: correias, correntes, roletes etc.
São utilizadas há muito tempo, desde a introdução das linhas de produção.
Existem em sistemas rígidos de produção, onde a diversidade de produtos é pequena. Apesar disso, costumam aparecer como componentes acessórios em sistemas flexíveis de fabrico.

## Armazenamento
A actividade de armazenamento também pode ser automatizada por meio de depósitos atendidos por RGVs. O trabalho nas estações de carga é realizado pelo homem. O operador, de acordo com um plano de produção e contando com o auxílio de um RGV, preenche o depósito com a matéria-prima a ser processada.
Esta actividade, embora também possa ser automatizada por meio de robôs, não costuma dispensar o homem, principalmente se é grande o número de variáveis envolvidas, como ocorre quando se fixam peças em dispositivos para “maquinagem”.